# یواس‌اس لئون (ای‌کی‌ای-۶۰)
یواس‌اس لئون (ای‌کی‌ای-۶۰) (به انگلیسی: USS Leo (AKA-60)) یک کشتی بود که طول آن ۴۵۹ فوت ۳ اینچ (۱۳۹٫۹۸ متر) بود. این کشتی در سال ۱۹۴۴ ساخته شد.